# Liste der Gemeinden in Slowenien

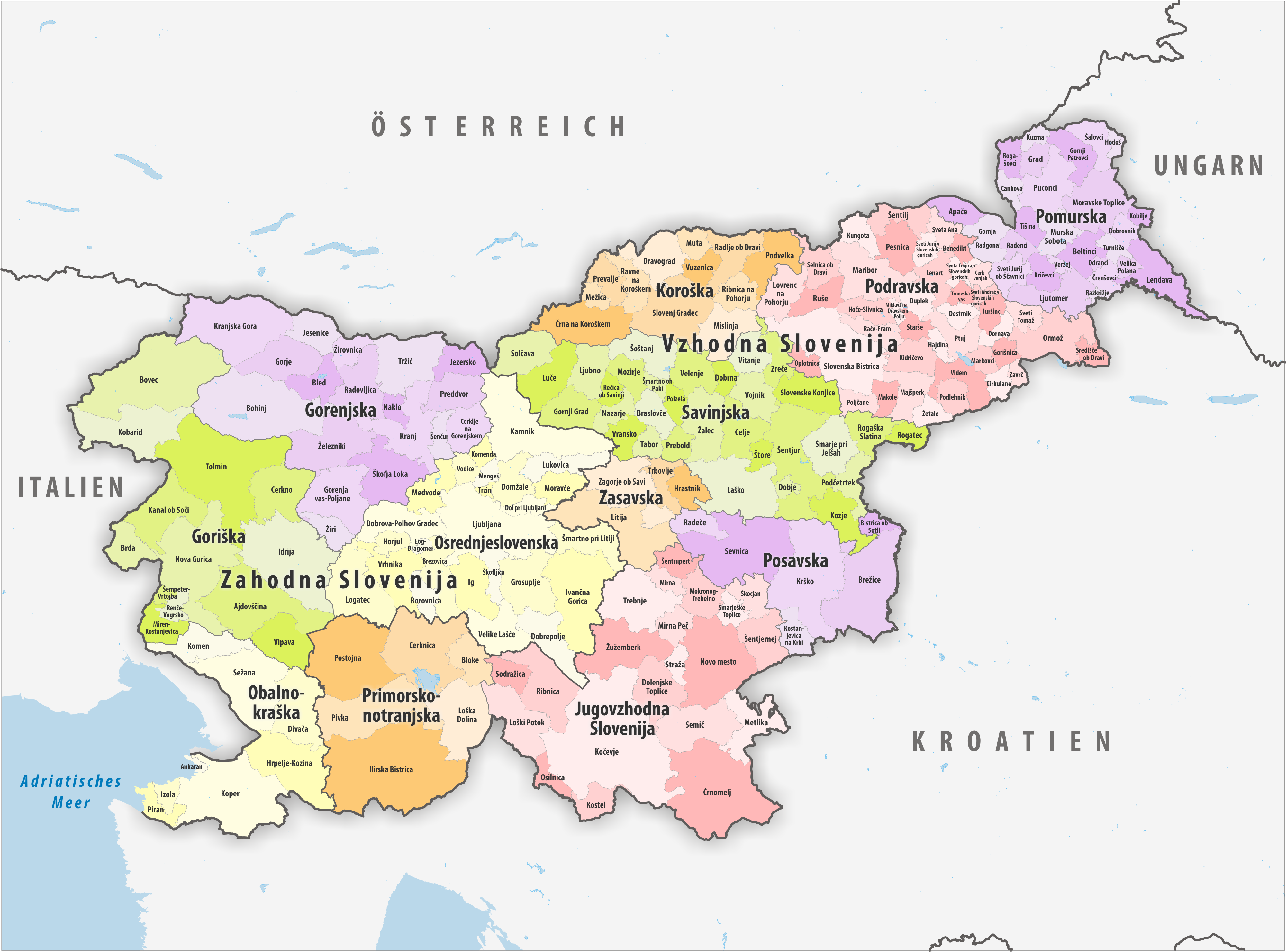
Die 212 Gemeinden Sloweniens (Stand 2023)

Dies ist eine Liste der  Stadtgemeinden (Mestne občine) und Gemeinden (Občine) in Slowenien, nach Einwohnerzahl und alphabetisch geordnet.
Die übergeordneten Verwaltungseinheiten in Slowenien sind die insgesamt 212 Gemeinden (Stand 20. Juli 2023). Diese wurden von der Regierung zu statistischen Zwecken in zwölf Regionen zusammengefasst.

## Nach Einwohnerzahl
Die folgende Tabelle enthält die 30 größten Gemeinden (slowenisch Občine, Sg. Občina), davon sind 12 Stadtgemeinden (sl. Mestne občine, Sg. Mestna občina), Stand 2023.
Die angegebenen Einwohnerzahlen spiegeln die Ergebnisse der Volkszählungen (Zensus) von 1981, 1991, 2002 (jeweils am 31. März), bzw. ab 2018 Angaben des Statistischen Amtes der Republik Slowenien.
Die Einwohnerzahlen ab 2018 beziehen sich auf das Gemeindegebiet; die älteren Zahlen nur auf den Hauptort, das heißt ohne Berücksichtigung der teilweise ausgedehnten ländlichen Siedlungsgebiete in den Gemeinden. In der Tabelle ist die Region, zu der die Gemeinde gehört, angegeben.
| Größte Gemeinden in Slowenien | Größte Gemeinden in Slowenien      | Größte Gemeinden in Slowenien | Größte Gemeinden in Slowenien | Größte Gemeinden in Slowenien | Größte Gemeinden in Slowenien | Größte Gemeinden in Slowenien | Größte Gemeinden in Slowenien | Größte Gemeinden in Slowenien |
| Rang                          | Name                               | Name                          | Einwohner                     | Einwohner                     | Einwohner                     | Einwohner                     | Einwohner                     | Statistische Region           |
| Rang                          | slowenisch                         | deutsch                       | Zensus 1981                   | Zensus 1991                   | Zensus 2002                   | Zensus 2018                   | Zensus 2023                   | Statistische Region           |
| ----------------------------- | ---------------------------------- | ----------------------------- | ----------------------------- | ----------------------------- | ----------------------------- | ----------------------------- | ----------------------------- | ----------------------------- |
| 1.                            | Ljubljana (Stadtgemeinde)          | Laibach                       | 224.817                       | 276.133                       | 258.873                       | 276.133                       | 296.228                       | Osrednjeslovenska             |
| 2.                            | Maribor (Stadtgemeinde)            | Marburg                       | 106.113                       | 108.122                       | 93.847                        | 110.871                       | 113.000                       | Podravska                     |
| 3.                            | Kranj (Stadtgemeinde)              | Krainburg                     | 33.520                        | 37.318                        | 35.587                        | 55.950                        | 57.171                        | Gorenjska                     |
| 4.                            | Koper (Stadtgemeinde)/Capodistria  | Gafers                        | 23.581                        | 25.272                        | 23.726                        | 51.794                        | 53.875                        | Obalno-kraška                 |
| 5.                            | Celje (Stadtgemeinde)              | Cilli                         | 33.033                        | 41.279                        | 37.834                        | 49.377                        | 48.776                        | Savinjska                     |
| 6.                            | Novo mesto (Stadtgemeinde)         | Rudolfswerth/Neustädl         | 19.741                        | 22.760                        | 22.415                        | 36.533                        | 38.075                        | Jugovzhodna Slovenija         |
| 7.                            | Domžale                            | Domschale                     | 9.696                         | 11.627                        | 11.582                        | 35.675                        | 37.477                        | Osrednjeslovenska             |
| 8.                            | Velenje (Stadtgemeinde)            | Wöllan                        | 22.778                        | 27.665                        | 26.742                        | 32.802                        | 33.474                        | Savinjska                     |
| 9.                            | Nova Gorica (Stadtgemeinde)        | Neu-Görz                      | 17.481                        | 14.862                        | 13.491                        | 31.638                        | 32.034                        | Goriška                       |
| 10.                           | Kamnik                             | Stein                         | 8.331                         | 9.600                         | 12.197                        | 29.487                        | 29.979                        | Osrednjeslovenska             |
| 11.                           | Krško (Stadtgemeinde)              | Gurkfeld                      | 6.341                         | 7.000                         | 6.994                         | 25.833                        | 25.982                        | Spodnjeposavska               |
| 12.                           | Slovenska Bistrica                 | Windischfeistritz             | 6.059                         | 6.600                         | 6.591                         | 25.524                        | 26.206                        | Podravska                     |
| 13.                           | Brežice                            | Rann                          | 3.776                         | 6.800                         | 6.510                         | 24.086                        | 24.417                        | Spodnjeposavska               |
| 14.                           | Ptuj (Stadtgemeinde)               | Pettau                        | 11.775                        | 11.466                        | 18.339                        | 23.162                        | 23.525                        | Podravska                     |
| 15.                           | Škofja Loka                        | Bischoflack                   | 4.913                         | 12.460                        | 12.289                        | 22.919                        | 23.779                        | Gorenjska                     |
| 16.                           | Žalec                              | Sachsenfeld                   |                               |                               |                               | 21.243                        | 21.675                        | Savinjska                     |
| 17.                           | Jesenice                           | Aßling                        | 19.752                        | 19.034                        | 13.429                        | 20.759                        | 21.883                        | Gorenjska                     |
| 18.                           | Grosuplje                          | Grosslupp                     | 4.421                         | 5.500                         | 6.050                         | 20.672                        | 21.587                        | Osrednjeslovenska             |
| 19.                           | Ajdovščina                         | Haidenschaft                  | 5.681                         | 5.581                         | 6.373                         | 19.130                        | 19.811                        | Goriška                       |
| 20.                           | Šentjur                            | Sankt Georgen bei Cilli       |                               |                               |                               | 18.971                        | 19.482                        | Savinjska                     |
| 21.                           | Radovljica                         | Radmannsdorf                  | 5.340                         | 6.100                         | 5.937                         | 18.872                        | 19.315                        | Gorenjska                     |
| 22.                           | Murska Sobota (Stadtgemeinde)      | Olsnitz                       | 12.142                        | 14.111                        | 12.437                        | 18.734                        | 18.651                        | Pomurska                      |
| 23.                           | Piran/Pirano                       | Pirian                        |                               |                               |                               | 17.643                        | 18.253                        | Obalno-kraška                 |
| 24.                           | Sevnica                            | Lichtenwald                   |                               |                               |                               | 17.446                        | 17.654                        | Spodnjeposavska               |
| 25.                           | Vrhnika                            | Oberlaibach                   | 6.361                         | 7.000                         | 7.520                         | 16.978                        | 17.923                        | Osrednjeslovenska             |
| 26.                           | Slovenj Gradec (Stadtgemeinde)     | Windischgrätz                 | 5.679                         | 6.700                         | 7.712                         | 16.525                        | 16.955                        | Koroška                       |
| 27.                           | Zagorje ob Savi                    | Seger an der Sawe             | 7.176                         | 7.400                         | 6.893                         | 16.504                        | 16.413                        | Zasavska                      |
| 28.                           | Ivančna Gorica (Stadt Višnja Gora) | Johannsbüchel                 |                               |                               |                               | 16.544                        | 17.738                        | Osrednjeslovenska             |
| 29.                           | Medvode                            | Zwischenwässern               |                               |                               |                               | 16.362                        | 17.076                        | Osrednjeslovenska             |
| 30.                           | Trbovlje                           | Trifail                       | 17.168                        | 17.410                        | 16.290                        | 16.052                        | 15.958                        | Zasavska                      |

## Alphabetische Übersicht
Übersicht über die 212 Gemeinden (Občine) in Slowenien. Stadt bzw. Stadtgemeinde wird angegeben, wenn eine Gemeinde offiziell den Status einer Stadt hat.
| Ajdovščina                         | Haidenschaft                                            | Aidussina            | Stadt         | 19.811  | Goriška              | Slowenisches Küstenland |
| Ankaran                            | Hänkern                                                 | Ancarano             |               | 3.388   | Obalno-kraška        | Slowenisches Küstenland |
| Apače                              | Abstall                                                 | -                    |               | 3.536   | Pomurska             | Untersteiermark         |
| Beltinci                           | Altfellsdorf                                            | (Belatinc)           |               | 8.082   | Pomurska             | Untersteiermark         |
| Benedikt                           | Sankt Benedikt in den Windischen Büheln                 | -                    |               | 2.735   | Podravska            | Untersteiermark         |
| Bistrica ob Sotli                  | St. Peter bei Königsberg                                | -                    |               | 1.354   | Posavska             | Untersteiermark         |
| Bled                               | Veldes                                                  | Bleda                | Stadt         | 8.190   | Gorenjska            | Oberkrain               |
| Bloke                              | Pfarrdorf, auch Oblag                                   | Blocche              |               | 1.564   | Primorsko-notranjska | Innerkrain              |
| Bohinj                             | Wochein                                                 | -                    |               | 5.439   | Gorenjska            | Oberkrain               |
| Borovnica                          | Franzdorf                                               | -                    |               | 4.681   | Osrednjeslovenska    | Innerkrain              |
| Bovec                              | Flitsch                                                 | Plezzo               | Stadt         | 3.044   | Goriška              | Slowenisches Küstenland |
| Braslovče                          | Fraßlau                                                 | -                    |               | 5.723   | Savinjska            | Untersteiermark         |
| Brda                               | In den Ecken                                            | Collio               |               | 5.590   | Goriška              | Slowenisches Küstenland |
| Brezovica                          | Bresowitz, älter auch Bernstein                         | Bresovizza           |               | 12.838  | Osrednjeslovenska    | Innerkrain              |
| Brežice                            | Rann                                                    | -                    | Stadt         | 24.417  | Posavska             | Untersteiermark         |
| Cankova                            | Kaltenbrunn                                             | (Vashidegkút)        |               | 1.765   | Pomurska             | Übermurgebiet           |
| Celje                              | Cilli                                                   | Cilli                | Stadtgemeinde | 48.776  | Savinjska            | Untersteiermark         |
| Cerklje na Gorenjskem              | Zirklach in der Oberkrain                               | -                    |               | 7.854   | Gorenjska            | Oberkrain               |
| Cerknica                           | Zirknitz                                                | Circonio             | Stadt         | 11.785  | Primorsko-notranjska | Innerkrain              |
| Cerkno                             | Kirchheim                                               | Circhina             |               | 4.516   | Goriška              | Slowenisches Küstenland |
| Cerkvenjak                         | Kirchberg in den Windischen Büheln                      | -                    |               | 2.216   | Podravska            | Untersteiermark         |
| Cirkulane                          | Zirkulane                                               | -                    |               | 2.366   | Podravska            | Untersteiermark         |
| Črenšovci                          | Cserföld                                                | (Cserföld)           |               | 3.935   | Pomurska             | Übermurgebiet           |
| Črna na Koroškem                   | Schwarzenbach                                           | -                    |               | 3.193   | Koroška              | Slowenisch Kärnten      |
| Črnomelj                           | Tschernembl                                             | Cernomegli           | Stadt         | 14.236  | Südostslowenien      | Weißkrain               |
| Destrnik                           | Desternik                                               | -                    |               | 2.641   | Podravska            | Untersteiermark         |
| Divača                             | Waatsche                                                | Divaccia             |               | 4.443   | Obalno-kraška        | Slowenisches Küstenland |
| Dobje                              | -                                                       | -                    |               | 969     | Savinjska            | Untersteiermark         |
| Dobrepolje                         | Gutenfeld                                               | Dobrepoglie          |               | 3.923   | Osrednjeslovenska    | Unterkrain              |
| Dobrna                             | Neuhaus, Bad Neuhaus                                    | -                    |               | 2.297   | Savinjska            | Untersteiermark         |
| Dobrova-Polhov Gradec              | Dobrawa-Billichgrätz                                    | -                    |               | 7.946   | Osrednjeslovenska    | Oberkrain               |
| Dobrovnik                          | Dobronack                                               | (Dobronak)           |               | 1.254   | Pomurska             | Übermurgebiet           |
| Dol pri Ljubljani                  | Lusttal                                                 | -                    |               | 6.352   | Osrednjeslovenska    | Unterkrain              |
| Dolenjske Toplice                  | Töplitz in Unterkrain                                   | Terme Dolegna        |               | 3.611   | Südostslowenien      | Unterkrain              |
| Domžale                            | Domschale älter auch Domseldorf                         | -                    | Stadt         | 37.477  | Osrednjeslovenska    | Oberkrain               |
| Dornava                            | Dornau                                                  | -                    |               | 2.902   | Podravska            | Untersteiermark         |
| Dravograd                          | Unterdrauburg                                           | -                    | Stadt         | 8.862   | Koroška              | Slowenisch Kärnten      |
| Duplek                             | Täubling                                                | -                    |               | 7.046   | Podravska            | Untersteiermark         |
| Gorenja vas-Poljane                | Baiersdorf-Pölland                                      | -                    | 8.489         | 7.646   | Gorenjska            | Oberkrain               |
| Gorišnica                          | Sankt Margarethen in Gorischnitz                        | -                    |               | 4.182   | Podravska            | Untersteiermark         |
| Gorje                              | Göriach                                                 | -                    |               | 2.793   | Gorenjska            | Oberkrain               |
| Gornja Radgona                     | Oberradkersburg                                         | (Felsőregede)        | Stadt         | 8.489   | Pomurska             | Untersteiermark         |
| Gornji Grad                        | Oberburg, Obernburg                                     | -                    |               | 2.559   | Savinjska            | Untersteiermark         |
| Gornji Petrovci                    | Petersberg                                              | (Péterhegy)          |               | 1.982   | Pomurska             | Übermurgebiet           |
| Grad                               | -                                                       | (Felsőlendva)        |               | 2.005   | Pomurska             | Übermurgebiet           |
| Grosuplje                          | Großlupp                                                | -                    | Stadt         | 21.587  | Osrednjeslovenska    | Unterkrain              |
| Hajdina                            | Haidin                                                  | -                    |               | 3.897   | Podravska            | Untersteiermark         |
| Hoče-Slivnica                      | Kötsch-Schleinitz                                       | -                    |               | 11.885  | Podravska            | Untersteiermark         |
| Hodoš                              | Hodosch                                                 | (Hodos) Őrihodos     |               | 357     | Pomurska             | Übermurgebiet           |
| Horjul                             | Baumkirch in der Oberkrain                              | Oriulo               |               | 3.024   | Osrednjeslovenska    | Unterkrain              |
| Hrastnik                           | Hrastnigg                                               | -                    | Stadt         | 8.967   | Zasavska             | Untersteiermark         |
| Hrpelje-Kozina                     | Herpelle-Gossdorf auch: Herpelje                        | Erpelle-Cosina       |               | 5.131   | Obalno-kraška        | Slowenisches Küstenland |
| Idrija                             | Idria                                                   | Idria                | Stadt         | 11.757  | Goriška              | Slowenisches Küstenland |
| Ig                                 | Igglack                                                 | Iga di Lubiana       |               | 7.718   | Osrednjeslovenska    | Oberkrain               |
| Ilirska Bistrica                   | Illyrisch Feistritz                                     | Villa del Nevoso     | Stadt         | 13.362  | Primorsko-notranjska | Slowenisches Küstenland |
| Ivančna Gorica (Stadt Višnja Gora) | Johannsbüchel                                           | -                    | Stadt         | 17.738  | Osrednjeslovenska    | Unterkrain              |
| Izola                              | Isola                                                   | Isola                | Stadt         | 16.564  | Obalno-kraška        | Slowenisches Küstenland |
| Jesenice                           | Assling                                                 | -                    | Stadt         | 21.883  | Gorenjska            | Oberkrain               |
| Jezersko                           | Seeland                                                 | -                    |               | 671     | Gorenjska            | Slowenisch Kärnten      |
| Juršinci                           | Jurschinzen bzw. Georgendorf                            | -                    |               | 2.481   | Podravska            | Untersteiermark         |
| Kamnik                             | Stein in Krain                                          | -                    | Stadt         | 29.979  | Osrednjeslovenska    | Oberkrain               |
| Kanal ob Soči                      | Kanalburg                                               | Canale d’Isonzo      |               | 5.213   | Goriška              | Slowenisches Küstenland |
| Kidričevo                          | -                                                       | -                    |               | 6.586   | Podravska            | Untersteiermark         |
| Kobarid                            | Karfreit                                                | Caporetto            |               | 4.046   | Goriška              | Slowenisches Küstenland |
| Kobilje                            | -                                                       | (Kebeleszentmárton)  |               | 512     | Pomurska             | Übermurgebiet           |
| Kočevje                            | Gottschee                                               | Cocevie              | Stadt         | 15.674  | Südostslowenien      | Unterkrain              |
| Komen                              | Komein                                                  | Comeno               |               | 3.578   | Obalno-kraška        | Slowenisches Küstenland |
| Komenda                            | Kommende Sankt Peter                                    | -                    |               | 6.643   | Osrednjeslovenska    | Oberkrain               |
| Koper                              | Gafers                                                  | Capodistria          | Stadtgemeinde | 53.875  | Obalno-kraška        | Slowenisches Küstenland |
| Kostanjevica na Krki               | Landstraß an der Gurk                                   | -                    | Stadt         | 2.472   | Posavska             | Unterkrain              |
| Kostel                             | Grafenwarth                                             | -                    |               | 621     | Südostslowenien      | Unterkrain              |
| Kozje                              | Drachenburg                                             | -                    |               | 3.010   | Savinjska            | Untersteiermark         |
| Kranj                              | Krainburg                                               | -                    | Stadtgemeinde | 57.171  | Gorenjska            | Oberkrain               |
| Kranjska Gora                      | Kronau                                                  | Monte Cragnisca      |               | 5.878   | Gorenjska            | Oberkrain               |
| Križevci                           | Kreuzdorf bei Luttenberg                                | -                    |               | 3.564   | Pomurska             | Untersteiermark         |
| Krško                              | Gurkfeld                                                | -                    | Stadtgemeinde | 25.982  | Posavska             | Untersteiermark         |
| Kungota                            | Sankt Kunigund                                          | -                    |               | 4.950   | Podravska            | Untersteiermark         |
| Kuzma                              | -                                                       | Kuzma                |               | 1.636   | Prekmurje            | Übermurgebiet           |
| Laško                              | Tüffer, oft auch Markt Tüffer                           | -                    | Stadt         | 13.013  | Savinjska            | Untersteiermark         |
| Lenart                             | Sankt Leonhard in den Windischen Büheln                 | -                    | Stadt         | 8.648   | Podravska            | Untersteiermark         |
| Lendava                            | Unterlimbach                                            | (Lendva)             | Stadt         | 10.211  | Pomurska             | Übermurgebiet           |
| Litija                             | Littai                                                  | -                    | Stadt         | 15.753  | Zasavska             | Unterkrain              |
| Ljubljana                          | Laibach                                                 | Lubiana              | Stadtgemeinde | 296.228 | Osrednjeslovenska    | Oberkrain               |
| Ljubno                             | Laufen                                                  | -                    |               | 2.560   | Savinjska            | Untersteiermark         |
| Ljutomer                           | Luttenberg                                              | -                    | Stadt         | 11.042  | Pomurska             | Untersteiermark         |
| Logatec                            | Loitsch                                                 | Longatico            | Stadt         | 15.065  | Osrednjeslovenska    | Innerkrain              |
| Log-Dragomer                       |                                                         | Luogo                |               | 3.764   | Osrednjeslovenska    | Oberkrain               |
| Loška Dolina                       | Laastal                                                 | -                    |               | 3.550   | Primorsko-notranjska | Slowenisches Küstenland |
| Loški Potok                        | Laserbach                                               | Rio Loschi           |               | 1.797   | Südostslowenien      | Unterkrain              |
| Lovrenc na Pohorju                 | Sankt Lorenzen am Bachern                               | -                    |               | 2.944   | Podravska            | Untersteiermark         |
| Luče                               | Leutsch                                                 | -                    |               | 1.437   | Savinjska            | Untersteiermark         |
| Lukovica                           | Wolfsbüchel oder auch Lokwicz bzw. Lukwicz              | -                    |               | 6.020   | Osrednjeslovenska    | Oberkrain               |
| Majšperk                           | Monsberg                                                | -                    |               | 4.002   | Podravska            | Untersteiermark         |
| Makole                             | Maxau                                                   | -                    |               | 2.038   | Podravska            | Untersteiermark         |
| Maribor                            | Marburg an der Drau                                     | Marburgo sulla Drava | Stadtgemeinde | 113.000 | Podravska            | Untersteiermark         |
| Markovci                           | Sankt Marxen                                            | -                    |               | 4.102   | Podravska            | Untersteiermark         |
| Medvode                            | Zwischenwässern                                         | -                    | Stadt         | 17.076  | Osrednjeslovenska    | Oberkrain               |
| Mengeš                             | Mannsburg                                               | -                    | Stadt         | 8.592   | Osrednjeslovenska    | Oberkrain               |
| Metlika                            | Möttling                                                | -                    | Stadt         | 8.465   | Südostslowenien      | Weißkrain               |
| Mežica                             | Mießdorf                                                | -                    | Stadt         | 3.564   | Koroška              | Slowenisch Kärnten      |
| Miklavž na Dravskem Polju          | Sankt Nikolai                                           | -                    |               | 7.147   | Podravska            | Untersteiermark         |
| Miren-Kostanjevica                 | Schmitt-Kästenholz                                      | Merna-Castagnevizza  |               | 5.100   | Goriška              | Slowenisches Küstenland |
| Mirna                              | Neudegg                                                 | -                    |               | 2.714   | Südostslowenien      | Unterkrain              |
| Mirna Peč                          | Hönigstein                                              | -                    |               | 3.130   | Südostslowenien      | Unterkrain              |
| Mislinja                           | Mißling                                                 | -                    |               | 4.535   | Koroška              | Untersteiermark         |
| Mokronog-Trebelno                  | Nassenfuß                                               | Mocronogo e Trebelno |               | 3.229   | Südostslowenien      | Unterkrain              |
| Moravče                            | Moräutsch                                               | -                    |               | 5.569   | Osrednjeslovenska    | Oberkrain               |
| Moravske Toplice                   | -                                                       | (Alsómarác)          |               | 5.971   | Pomurska             | Übermurgebiet           |
| Mozirje                            | Prassberg                                               | -                    |               | 4.489   | Savinjska            | Untersteiermark         |
| Murska Sobota                      | Olsnitz                                                 | (Muraszombat)        | Stadtgemeinde | 18.651  | Pomurska             | Übermurgebiet           |
| Muta                               | Hohenmauthen                                            | -                    |               | 3.394   | Koroška              | Untersteiermark         |
| Naklo                              | Naklas                                                  | -                    |               | 5.495   | Gorenjska            | Oberkrain               |
| Nazarje                            | Altenburg                                               | -                    |               | 2.673   | Savinjska            | Untersteiermark         |
| Nova Gorica                        | Neu-Görz                                                | Nova Gorica          | Stadtgemeinde | 32.034  | Goriška              | Slowenisches Küstenland |
| Novo mesto                         | Neustadtl, Neustädtel oder Rudolfswerth                 | -                    | Stadtgemeinde | 38.075  | Südostslowenien      | Unterkrain              |
| Odranci                            | -                                                       | (Adorjánfalva)       |               | 1.606   | Pomurska             | Übermurgebiet           |
| Oplotnica                          | Oplotnitz                                               | -                    |               | 4.146   | Podravska            | Untersteiermark         |
| Ormož                              | Friedau                                                 | (Ormosd)             | Stadt         | 11.912  | Podravska            | Untersteiermark         |
| Osilnica                           | Ossilnitz                                               | -                    |               | 339     | Südostslowenien      | Unterkrain              |
| Pesnica                            | Pössnitzhofen                                           | -                    |               | 7.608   | Podravska            | Untersteiermark         |
| Piran                              | Pirian                                                  | Pirano               | Stadt         | 18.253  | Obalno-kraška        | Slowenisches Küstenland |
| Pivka                              | St. Peter in Krain                                      | San Pietro del Carso |               | 6.226   | Primorsko-notranjska | Slowenisches Küstenland |
| Podčetrtek                         | Windisch Landsberg                                      | -                    |               | 3.597   | Savinjska            | Untersteiermark         |
| Podlehnik                          | Lichtenegg                                              | -                    |               | 1.819   | Podravska            | Untersteiermark         |
| Podvelka                           | Podwölling                                              | -                    |               | 2.310   | Koroška              | Untersteiermark         |
| Poljčane                           | Pöltschach                                              | -                    |               | 4.432   | Podravska            | Untersteiermark         |
| Polzela                            | Heilenstein                                             | -                    |               | 6.410   | Savinjska            | Untersteiermark         |
| Postojna                           | Adelsberg                                               | Postumia             | Stadt         | 17.264  | Primorsko-notranjska | Innerkrain              |
| Prebold                            | Pragwald                                                | -                    |               | 5.343   | Savinjska            | Untersteiermark         |
| Preddvor                           | Höflein                                                 | -                    |               | 3.870   | Gorenjska            | Oberkrain               |
| Prevalje                           | Prävali                                                 | -                    | Stadt         | 6.798   | Koroška              | Slowenisch Kärnten      |
| Ptuj                               | Pettau                                                  | (Potony)             | Stadtgemeinde | 23.525  | Podravska            | Untersteiermark         |
| Puconci                            | Putzendorf                                              | (Battyánd)           |               | 5.890   | Pomurska             | Übermurgebiet           |
| Rače-Fram                          | Kranichsfeld-Frauheim                                   | -                    |               | 7.959   | Podravska            | Untersteiermark         |
| Radeče                             | Ratschach                                               | -                    | Stadt         | 4.108   | Posavska             | Unterkrain              |
| Radenci                            | Bad Radein                                              | -                    |               | 5.202   | Pomurska             | Untersteiermark         |
| Radlje ob Dravi                    | Mahrenberg (bis 1952 slowenisch Marenberg)              | -                    |               | 6.142   | Koroška              | Untersteiermark         |
| Radovljica                         | Radmannsdorf                                            | -                    | Stadt         | 19.315  | Gorenjska            | Oberkrain               |
| Ravne na Koroškem                  | Gutenstein in Kärnten                                   | -                    | Stadt         | 11.199  | Koroška              | Slowenisch Kärnten      |
| Razkrižje                          | -                                                       | (Ráckanizsa)         |               | 1.233   | Pomurska             | Untersteiermark         |
| Rečica ob Savinji                  | Rietz                                                   | -                    |               | 2.318   | Savinjska            | Untersteiermark         |
| Renče-Vogrsko                      | Rentschach-Ungersbach                                   | Ranziano-Voghersca   |               | 4.384   | Goriška              | Slowenisches Küstenland |
| Ribnica                            | Reifnitz                                                | Ribenizza            | Stadt         | 9.783   | Südostslowenien      | Unterkrain              |
| Ribnica na Pohorju                 | Reifnig am Bachern                                      | -                    |               | 1.099   | Koroška              | Untersteiermark         |
| Rogaška Slatina                    | Rohitsch-Sauerbrunn                                     | -                    | Stadt         | 11.614  | Savinjska            | Untersteiermark         |
| Rogašovci                          | Reissen                                                 | Szarvaslak           |               | 3.104   | Pomurska             | Übermurgebiet           |
| Rogatec                            | Rohitsch in der Steiermark                              | -                    |               | 3.034   | Savinjska            | Untersteiermark         |
| Ruše                               | Maria Rast                                              | -                    | Stadt         | 7.127   | Podravska            | Untersteiermark         |
| Selnica ob Dravi                   | Zellnitz                                                | -                    |               | 4.473   | Podravska            | Untersteiermark         |
| Semič                              | Semitsch                                                | Semich               |               | 3.832   | Südostslowenien      | Weißkrain               |
| Sevnica                            | Lichtenwald                                             | -                    | Stadt         | 17.654  | Posavska             | Untersteiermark         |
| Sežana                             | Zizan                                                   | Sesana               | Stadt         | 13.824  | Obalno-kraška        | Slowenisches Küstenland |
| Slovenj Gradec                     | Windischgraz                                            | -                    | Stadtgemeinde | 16.955  | Koroška              | Untersteiermark         |
| Slovenska Bistrica                 | Windisch-Feistritz                                      | -                    | Stadt         | 26.206  | Podravska            | Untersteiermark         |
| Slovenske Konjice                  | Gonobitz                                                | -                    | Stadt         | 15.313  | Savinjska            | Untersteiermark         |
| Sodražica                          | Soderschitz                                             | Soderscizza          |               | 2.284   | Südostslowenien      | Unterkrain              |
| Solčava                            | Sulzbach                                                | -                    |               | 511     | Savinjska            | Untersteiermark         |
| Središče ob Dravi                  | Polstrau                                                | -                    |               | 1.911   | Podravska            | Untersteiermark         |
| Starše                             | Altendorf in der Steiermark                             | -                    |               | 4.132   | Podravska            | Untersteiermark         |
| Straža                             | Oberstrascha                                            | -                    |               | 3.878   | Südostslowenien      | Unterkrain              |
| Sveta Ana                          | St. Anna; Kriechenberg                                  | -                    |               | 2.326   | Podravska            | Untersteiermark         |
| Sveta Trojica v Slovenskih goricah | Heilige Dreifaltigkeit in den Windischen Büheln         | -                    |               | 2.168   | Podravska            | Untersteiermark         |
| Sveti Andraž v Slovenskih goricah  | St. Andrä in den Windischen Büheln                      | -                    |               | 1.193   | Podravska            | Untersteiermark         |
| Sveti Jurij ob Ščavnici            | St. Georgen an der Stainz                               | -                    |               | 2.816   | Pomurska             | Untersteiermark         |
| Sveti Jurij v Slovenskih goricah   | Sankt Georg in den Windischen Büheln                    | -                    |               | 2.132   | Podravska            | Untersteiermark         |
| Sveti Tomaž                        | St. Thomas bei Friedau                                  | -                    |               | 1.979   | Podravska            | Untersteiermark         |
| Šalovci                            | Schabing                                                | (Sal)                |               | 1.369   | Pomurska             | Übermurgebiet           |
| Šempeter-Vrtojba                   | Sankt Peter-Vertoyba                                    | San Pietro-Vertoiba  | Stadt         | 6.175   | Goriška              | Slowenisches Küstenland |
| Šenčur                             | Sankt Georgen                                           | -                    |               | 8.939   | Gorenjska            | Oberkrain               |
| Šentilj                            | Sankt Egidi (auch: Sankt Ilgen)                         | -                    |               | 8.403   | Podravska            | Untersteiermark         |
| Šentjernej                         | Sankt Barthlemä                                         | San Bartolomeo       |               | 7.356   | Südostslowenien      | Unterkrain              |
| Šentjur                            | Sankt Georgen bei Cilli                                 | -                    | Stadt         | 19.482  | Savinjska            | Untersteiermark         |
| Šentrupert                         | Sankt Ruprecht                                          | San Ruperto          |               | 2.939   | Südostslowenien      | Unterkrain              |
| Škocjan                            | Sankt Kanzian                                           | -                    |               | 3.423   | Südostslowenien      | Unterkrain              |
| Škofja Loka                        | Bischoflack, Bischofslack, 1941–1945: Laak an der Zaier | -                    | Stadt         | 23.779  | Gorenjska            | Oberkrain               |
| Škofljica                          | Frauenberg bei Laibach                                  | -                    |               | 11.897  | Osrednjeslovenska    | Unterkrain              |
| Šmarje pri Jelšah                  | St. Marein bei Erlachstein                              | -                    |               | 10.505  | Savinjska            | Untersteiermark         |
| Šmarješke Toplice                  | Töplitz                                                 | Santa Marietta       |               | 3.544   | Südostslowenien      | Unterkrain              |
| Šmartno pri Litiji                 | St. Martin bei Littai                                   | -                    |               | 5.768   | Osrednjeslovenska    | Unterkrain              |
| Šmartno ob Paki                    | St. Martin a. d. Pack                                   | -                    |               | 3.369   | Savinjska            | Untersteiermark         |
| Šoštanj                            | Schönstein                                              | -                    | Stadt         | 9.064   | Savinjska            | Untersteiermark         |
| Štore                              | Storach                                                 | -                    |               | 4.466   | Savinjska            | Untersteiermark         |
| Tabor                              | Tbor                                                    | -                    |               | 1.735   | Savinjska            | Untersteiermark         |
| Tišina                             | -                                                       | (Csendlak)           |               | 3.968   | Pomurska             | Übermurgebiet           |
| Tolmin                             | Tolmein                                                 | Tolmino              | Stadt         | 10.899  | Goriška              | Slowenisches Küstenland |
| Trbovlje                           | Trifail                                                 | -                    | Stadt         | 15.958  | Zasavska             | Untersteiermark         |
| Trebnje                            | Treffen                                                 | Trebegne             | Stadt         | 13.477  | Südostslowenien      | Unterkrain              |
| Trnovska vas                       | Ternovetzdorf                                           | -                    |               | 1.404   | Podravska            | Untersteiermark         |
| Trzin                              | Tersain                                                 | -                    |               | 3.956   | Osrednjeslovenska    | Oberkrain               |
| Tržič                              | Neumarktl                                               | -                    | Stadt         | 15.058  | Gorenjska            | Oberkrain               |
| Turnišče                           | Thurnitz                                                | (Bántornya)          |               | 3.163   | Pomurska             | Übermurgebiet           |
| Velenje                            | Wöllan                                                  | -                    | Stadtgemeinde | 33.474  | Savinjska            | Untersteiermark         |
| Velika Polana                      | -                                                       | (Nagypalina)         |               | 1.393   | Pomurska             | Übermurgebiet           |
| Velike Lašče                       | Großlaschitz                                            | -                    |               | 4.520   | Osrednjeslovenska    | Unterkrain              |
| Veržej                             | Wernsee                                                 | -                    |               | 1.368   | Pomurska             | Untersteiermark         |
| Videm                              | Sankt Veit                                              | -                    |               | 5.614   | Podravska            | Untersteiermark         |
| Vipava                             | Wippach                                                 | Vipacco              |               | 5.867   | Goriška              | Slowenisches Küstenland |
| Vitanje                            | Weitenstein                                             | -                    |               | 2.242   | Savinjska            | Untersteiermark         |
| Vodice                             | Woditz, älter auch Gertrudswald                         | -                    |               | 5.123   | Osrednjeslovenska    | Unterkrain              |
| Vojnik                             | Hochenegg                                               | -                    |               | 9.146   | Savinjska            | Untersteiermark         |
| Vransko                            | Franz                                                   | -                    |               | 2.683   | Savinjska            | Untersteiermark         |
| Vrhnika                            | Oberlaibach                                             | Nauporto             | Stadt         | 17.923  | Osrednjeslovenska    | Innerkrain              |
| Vuzenica                           | Saldenhofen                                             | -                    |               | 2.667   | Koroška              | Untersteiermark         |
| Zagorje ob Savi                    | Seger an der Sau                                        | -                    | Stadt         | 16.413  | Zasavska             | Untersteiermark         |
| Zavrč                              | Sauritsch                                               | -                    |               | 1.484   | Podravska            | Untersteiermark         |
| Zreče                              | Rötschach bei Gobonitz                                  | -                    | Stadt         | 6.645   | Savinjska            | Untersteiermark         |
| Žalec                              | Sachsenfeld                                             | -                    | Stadt         | 21.675  | Savinjska            | Untersteiermark         |
| Železniki                          | Eisnern                                                 | -                    | Stadt         | 6.643   | Gorenjska            | Oberkrain               |
| Žetale                             | Schiltern                                               | -                    |               | 1.293   | Podravska            | Untersteiermark         |
| Žiri                               | Sairach                                                 | -                    | Stadt         | 5.055   | Gorenjska            | Oberkrain               |
| Žirovnica                          | Scheraunitz                                             | -                    |               | 4.509   | Gorenjska            | Oberkrain               |
| Žužemberk                          | Seisenberg                                              | Saisembergo          |               | 4.681   | Südostslowenien      | Unterkrain              |